# 西藏青冈
西藏青冈（学名：Cyclobalanopsis xizangensis），为壳斗科青冈属下的一个植物种。